# Випадкова матриця
Випадкова матриця — матриця, елементи якої розподілені випадковим чином. Як правило, задається закон розподілу елементів. У теорії випадкових матриць вивчається статистика власних значень випадкових матриць, а іноді також статистика їх власних векторів.

## Гауссові ансамблі
Найчастіше досліджують гауссові ансамблі випадкових матриць.
Гаусовий унітарний ансамбль GUE(n) описується Гауссовою мірою з густиною
{\displaystyle {\frac {1}{Z_{{\text{GUE}}(n)}}}e^{-{\frac {n}{2}}\mathrm {tr} H^{2}}}
на просторі n × n ермітових матриць H = (Hij)n
i,j=1. Тут ZGUE(n) = 2n/2 πn2/2 — стала нормування, вибрана щоби інтеграл по густині дорівнював одиниці. Слово унітарний позначає факт, що розподіл інваріантний щодо унітарних перетворень.
Гаусовий унітарний ансамбль моделює гамільтоніани без T-інваріантності.
Гаусовий ортогональний ансамбль GOE(n) описується Гауссовою мірою з густиною
{\displaystyle {\frac {1}{Z_{{\text{GOE}}(n)}}}e^{-{\frac {n}{4}}\mathrm {tr} H^{2}}}
на просторі n × n дійсних симетричних матриць H = (Hij)n
i,j=1. Їх розподіл інваріантний щодо ортогональних перетворень і моделює гамільтоніани з T-інваріантністю.